# Frontón Jai Alai (calle de Alfonso XI)
El nuevo frontón Jai Alai, también conocido como frontón Fiesta Alegre, fue un frontón de pelota vasca de la ciudad española de Madrid, desaparecido en la actualidad. Inaugurado a comienzos de la década de 1920, tuvo como precedente a un frontón homónimo en la calle de Alfonso XII. Más adelante fue usado como cancha de baloncesto.

## Descripción

Vista aérea de Madrid en 1928 donde se puede apreciar, con una cubierta de color blanco, el frontón Jai Alai, junto al Palacio de Comunicaciones.

El edificio, ubicado en el número 6 de la calle de Alfonso XI del barrio madrileño de los Jerónimos, habría sido inaugurado en diciembre de 1922. Había sido proyectado por el arquitecto Joaquín Otamendi y su construcción corrió a cargo de la Empresa de frontones de San Sebastián. Más adelante fue utilizado como cancha de la sección de baloncesto del Real Madrid; el club sería desahuciado del inmueble en 1965.
No se debe confundir con el frontón Fiesta Alegre de la calle del Marqués de Urquijo ni con el frontón Jai Alai de la calle de Alfonso XII, ambos ubicados también en Madrid, muy cercano este último.

### Uso polideportivo
La escasez en Madrid de canchas específicas para la práctica del baloncesto se vio atenuada con los recintos dedicados a la pelota vasca, deporte que durante las primeras décadas del siglo xx tuvo una marcada influencia en la ciudad. Algunos de los numerosos frontones construidos para las diversas modalidades de pelota fueron a su vez escenario de partidos de baloncesto tras ser adecuados para su uso. Clubes como el Real Madrid Baloncesto o el Club Baloncesto Estudiantes jugaron diversos encuentros en el frontón Recoletos o el frontón Jai Alai, especialmente durante la década de 1950.
En el caso de los madridistas, el Jai Alai fue incluso sede oficial del club y donde se alojaron sus oficinas hasta que en 1966 se trasladó al pabellón Raimundo Saporta, previo paso por el gimnasio del Colegio Maravillas.